# Thomas P. Kelly junior
Thomas Patrick Kelly junior (* 14. April 1929 in New Haven, Connecticut; † 7. April 2021 in Glendale, Kalifornien) war ein US-amerikanischer Filmproduzent, Autor, Filmemacher und Theaterschauspieler, der für einen Oscar nominiert wurde.

## Biografie
Kellys Vater Thomas Patrick Kelly, Sr. war Setzer und Drucker bei einer Zeitung, seine Mutter Edna Rita Lee arbeitete in einem Hotel.
Kelly erhielt ein Stipendium am Providence College, wo er seinen Bachelor-Abschluss in Geschichte mit der Note Summa cum laude erwarb. In dieser Zeit schrieb er ein Musical, das auf dem Campus zum Erfolg wurde. Er übte anschließend eine Tätigkeit als Expeditor bei Sikorsky Aircraft in Bridgeport, Connecticut, aus. Kelly kehrte sodann zur Schule zurück und erwarb einen Master-Abschluss in Schauspiel an der Catholic University of America. Gleichzeitig arbeitete er nebenberuflich am Stratford Shakespeare Festival Theatre, wo er unter anderem an Produktionen wie King Lear mitwirkte.
Gleichzeitig bekleidete er eine Stelle als Schauspieler und Firmenmanager bei Players Incorporated (jetzt National Players), einem Klassik-Tourneeunternehmen in den USA, mit lange laufenden Tourneen. Anschließend startete er eine Theaterkarriere. In Shakespeares Komödie Der Widerspenstigen Zähmung spielte er sowohl den reichen Kaufmann Baptista als auch den Diener Tranio. In der Tragödie Romeo und Julia war er als Tybalt Capulet, ein Cousin Julias, zu sehen. Ab 1960 arbeitete Kelly in den Norwood Studios in Washington, D.C. als Autor, Regisseur und Produzent. So trat er als Co-Produzent des Hörbuchs A Visit to Washington With Mrs. Lyndon B. Johnson on Behalf of a More Beautiful America auf. Für diese Arbeit wurde die Economic Opportunity, die seinerzeit für Lyndon B. Johnson und dessen Initiativen zur Bekämpfung der Armut tätig war, mit einem Peabody Award ausgezeichnet.
Kelly wirkte an dem 1966 erschienenen Dokumentar-Kurzfilm A Year Toward Tomorrow mit, der mit einem Oscar ausgezeichnet wurde. Die Dokumentation setzt sich mit dem Programm des AmeriCorps VISTA auseinander, einem nationalen Dienstleistungsprogramm zur Linderung von Armut, die von dem seinerzeitigen US-Präsidenten John F. Kennedy ins Leben gerufen und von seinem Nachfolger Lyndon B. Johnson aufgegriffen wurde.
Nachdem Kelly 1969 eine Stelle bei John Sutherland Productions angenommen hatte, von der vorwiegend Dokumentar- und Industriefilme produziert wurden, wurde er 1969 für und mit dem von ihm produzierten Dokumentar-Kurzfilm A Space to Grow (deutsch Ein Raum zum Wachsen) für einen Oscar in der Kategorie „Bester Dokumentar-Kurzfilm“ nominiert, konnte sich jedoch nicht gegen Saul Bass und den teilanimierten Kurzfilm Why Man Creates durchsetzen, der sich damit auseinandersetzt, warum der Mensch Neues erschaffen/kreieren muss und will. A Space to Grow setzt sich mit Upward Bound, einem 1965 gegründeten staatlich finanzierten Bildungsprogramm in den USA auseinander, das zu einer Gruppe von Programmen zählt, die sich dem Krieg gegen die Armut verschrieben haben und vor allem Kinder aus bildungsfernen Schichten fördern will, um ihnen eine bessere Schuldbildung zu ermöglichen.
Thomas P. Kelly junior war Professor und Dekan an der Loyola Marymount University (LMU) und ehemaliger Dekan der Hochschule für Kommunikation und Bildende Kunst sowie der Filmhochschule der LMU. Während seiner knapp 30-jährigen Tätigkeit an der LMU wurde er mehrfach als Lehrer des Jahres ausgezeichnet und war für seine besondere Leidenschaft für die Künste bekannt sowie sein Engagement für seine Studenten.
Kelly und seine Frau Virginia „Ginny“ Burns, eine Schauspielerin, lernten sich 1959 kennen und heirateten ein Jahr später. Virginia Kelly starb vor ihrem Mann im Alter von 56 Jahren. Als Thomas P. Kelly im April 2021 starb, war er 91 Jahre alt, und hinterließ sieben Kinder und elf Enkelkinder.